# Esturjão-persa
Acipenser persicus ou Esturjão Persa é uma espécie de peixe da família Acipenseridae. É uma espécie muito próxima do Acipenser gueldenstaedtii (Esturjão Russo). As suas ovas são utilizadas para a produção de caviar ossetra.
Pode ser encontrada nos seguintes países: Azerbaijão, Georgia, Irão, Cazaquistão, Rússia, Turquia e Turquemenistão.